# Cabedelo
Cabedelo este un oraș în Paraíba (PB), Brazilia.